# Felix Ritzinger
Felix Ritzinger (Vienna, 23 dicembre 1996) è un ciclista su strada, pistard e ciclocrossista austriaco che corre per il Team Felt Felbermayr.

## Palmarès

### Strada
- 2019 (Maloja Pushbikers, una vittoria)

3ª tappa, 2ª semitappa Tour of Szeklerland (Miercurea Ciuc > Miercurea Ciuc)
- 2024 (Team Felt Felbermayr, tre vittorie)

2ª tappa International Tour of Hellas (Katerini > Karditsa)
2ª tappa Tour of Malopolska (Wieliczka > Nowy Targ)
3ª tappa Tour de Maurice (Plage du Morne > Plaine Magnien)

#### Altri successi
- 2024 (Team Felt Felbermayr)

Classifica a punti Tour of Malopolska

### Pista
- 2015

Campionati austriaci, Inseguimento individuale
- 2016

Campionati austriaci, Inseguimento individuale
Campionati austriaci, Scratch
- 2017

Campionati austriaci, Scratch
Campionati austriaci, Inseguimento individuale
- 2018

Campionati austriaci, Chilometro a cronometro
Campionati austriaci, Keirin
Campionati austriaci, Inseguimento individuale
- 2019

Campionati austriaci, Inseguimento individuale
Campionati austriaci, Omnium
Campionati austriaci, Americana (con Tim Wafler)
- 2020

Campionati austriaci, Inseguimento individuale
Campionati austriaci, Americana (con Valentin Götzinger)
- 2023

GP Poland, Corsa a punti
GP Novo Mesto, Corsa a punti

### Ciclocross
- 2015-2016

Campionati austriaci, Under-23
- 2016-2017

Campionati austriaci, Under-23
- 2017-2018

Campionati austriaci, Under-23

## Piazzamenti

### Competizioni mondiali
- Campionati del mondo su strada

Innsbruck 2018 - Cronosquadre: 22º
Imola 2020 - Cronometro Elite: 46º
Fiandre 2021 - Cronometro Elite: 37º
Fiandre 2021 - Staffetta: 12º
Glasgow 2023 - Cronometro Elite: 51º
Zurigo 2024 - Staffetta: 10º
- Campionati del mondo su pista

Glasgow 2023 - Americana: 11º
- Campionati del mondo di mountain bike

Sudafrica 2013 - Staffetta: 6º
- Campionati del mondo gravel

Veneto 2022 - Elite: 42º

### Competizioni europee
- Campionati europei su strada

Zlín 2018 - In linea Under-23: ritirato
Trento 2021 - Staffetta mista: 5º
Trento 2021 - Cronometro Elite: 20º
- Campionati europei su pista

Glasgow 2023 - Americana: 10º
Apeldoorn 2024 - Corsa a punti: 7º
Apeldoorn 2024 - Americana: 13º
- Campionati europei gravel

Italia 2024 - Elite: 13º